# Zutō
Le Zutō (頭塔) est un site historique de Nara.

## Structures
Le Zutō est une pyramide à degrés de 7 niveaux et 10 m de haut et dont les côtés mesurent 32 m de long.

## Histoire
Le bâtiment aurait été créé en 767, sur les ordres de Roben, abbé supérieur du Todai-ji.
La tête du moine Genbō y serait enterrée.